# ペンツベルク
ペンツベルク (ドイツ語: Penzberg, ドイツ語発音: [ˈpɛnt‿sbɛrk]) はドイツ連邦共和国バイエルン州オーバーバイエルン行政管区のヴァイルハイム＝ショーンガウ郡に属す市。ミュンヘンから約50km南に位置する。この街は石炭採掘で成り立った街であった。1966年に炭坑が閉鎖された後は、初めはMANが、1970年代以降は医薬品コンツェルンのベーリンガー・マンハイム、現在のロシュ・ダイアグノスティックスを主要な産業とする。

## 地理

### 自治体の構成
本市は、公式には 20の地区 (Ort) からなる。このうち小集落や孤立農場などを除く集落を以下に列記する。
- ハインツ
- ヨハニスベルク
- キルンベルク
- マックスクロン
- ノンネンヴァルト
- ペンツベルク
- ライドル
- ザンクト・ヨハニスライン
- ヴェルフル

## 歴史

### 創設期（1300年まで）
ペンツベルクは1275年に初めて文献上に記録されている。この文献には、プルクベルク男爵アルベルトが自分の酪農地である Poennesperch をベネディクトボイエルン修道院に譲渡し、2フーベのワイン山と交換した事が記されている。ペンツベルクのシュロスビヒルにはこれ以前から小さな防衛施設があったと考えられているが、これまで近代的な調査は行われていない。

### 1300年から1919年まで
ペンツベルクのファルテンモラッセでの採炭は1557年にはすでに行われていた。現在のペンツベルク病院近くのシュロスビヒルでは、当時掘り出されていた炭層が顕れている。この採掘は、1150年以前から採掘権を有していたベネディクトボイエルン修道院により行われていた。しかし、この採掘は、瀝青炭採掘層が深くなるにつれコストがかかるようになった。三十年戦争で石炭採掘は一旦中断され、その記憶も急速に薄れていった。しかし、18世紀の終わり頃バイエルンの鉱山官で貨幣鋳造官のマティアス・フルールはペンツベルクでの石炭産出について記述している。これがその後のこの都市の発展の基盤となるものであった。約170年ほど、炭坑がこの街の命運を担っていた。1803年までペンツベルクはベネディクトボイエルン修道院に属した。1818年にペンツベルクを集落の一つとするザンクト・ヨハニスラインが政治的に独立した市町村となった。1865年10月16日にトゥッツィング - ペンツベルクの鉄道路線が開通し、州都ミュンヘンへの石炭販売量が大きく増加した。1873年に炭鉱労働者の居住地として中核部が形成された。
1904年5月、シュロスビヒルにプロテスタント教会の礎石が築かれた。この教会は、現在この街の建築上最も重要な宗教建築である。1911年に旧町名ザンクト・ヨハニスラインから現在のペンツベルクに改名され、1919年に都市権が与えられた。

### 1920年から1945年
ペンツベルクは1944年11月16日に最悪の戦争被害を受けた。この日の空爆によってネオゴシック様式のカトリック教会であるバーバラ教会が甚大な損傷を被ったのである。ただし炭坑には空爆による被害はなかった。カトリック教会は破壊された教会を再建するのではなく、1949年から1951年にかけて現在のクリストケーニヒ教会を新たに建立し、1951年10月7日に献堂した。
第二次世界大戦末期、市民が親衛隊ヴェアヴォルフに殺害される「ペンツベルクの殺戮の夜」事件が起こった。この事件の以前に、かつてナチスによって辞任させられた市長が復帰するという報道があり、実際にハンス・ルンマー (SPD) やその他の市民が公職に復し、NSDAPの市長が辞職した。

### 1945年から1966年
1951年の時点で約2,000人がこの街の炭坑で働いていた。1930年代に計画され、戦中に工事が始まった引き込み鉄道路線を有する発電所が、1951年に操業を開始した。ドイツ鉄道は、石炭採掘会社であるオーバーバイエルンAGとともに、この発電所をエネルギー源として利用した。1966年のペンツベルクでの採炭停止後もこの発電所はオーバーバイエルンのもう一つの採炭地であるパイセンベルクやザールラント産の石炭で操業を続けたが、1971年のパイセンベルク閉山に伴い発電所も閉鎖した。1973年には高さ20m、3000m2の広さの旧発電所機械室を利用して、機関車の解体・再生工場が設けられた。その後ボイラー室や管理棟は撤去された。1979年には高さ98mの煙突も爆破された。機関車運営会社はこの工場で Bockerlと呼ばれる小型蒸気機関車を再生していた。この機関車は戦後も坑木をペンツベルク第2発電所（ネンネンヴァルトシャフト）に運んでいた。この機関車は現在、クリストケーニヒ教会の近くに記念として展示されている。しかし、やがて解体・再生工場は作業がなくなり、2008年に非採算性を理由に閉鎖された。同じ年にレギオナルバーンから発電所に伸びていた引き込み線も撤去された。現在、この工場跡は技術的記念建造物に指定されている。
共産党指導者のヨーゼフ・ラープは1950年代にペンツベルクで小さなカフェ・アルペンブリックを経営していた。1956年にKPDの活動が禁止されて以後、このカフェは地元の共産主義者の溜まり場となり、しばしば警察の手入れを受けた。
1950年代末、炭坑はそれまでの採掘装置を最新のものに入れ替えた。これにより、この炭坑はヨーロッパの先端的な鉱山の一つとなった。しかし、炭坑運営企業オーバーコールの親会社である鉱山会社ヒベルニアは1966年9月30日を最後に採炭を終了することを決定した。ペンツベルクの石炭はもはや競争力を失っていたのである。当時、ペンツベルクの人口11,000人のうち、1,300人が炭鉱労働者であった。

### 1966年以降
その後、好都合にもMANからの乗り合いバス最終組み立て工場建設の申し出があり、ペンツベルクはこれを受け容れることに成功した。700人の元炭鉱労働者が1966年内にこの工場に再就職を果たした。1980年代の初め、MANは、ザルツギッターとペンツベルクの工場をコンポーネントの組み立てだけに特化し、ACP GmbHとして経営を独立させた。
1972年に医薬品コンツェルンのベーリンガー・マンハイムがペンツベルク第2発電所跡に進出し、重要な雇用主となった。この会社は1998年にスイスの医薬品コンツェルンであるロシュ傘下に移った。この会社は現在この街の最大の雇用主である。ヴァイルハイム＝ショーンガウ郡には31万m2のロシュの工場敷地がある。この工場では1998年に2,464人、2008年に4,500人の従業員が働いている。1972年から2008年までの間に13億ユーロが投資された。
炭坑時代の特徴的な遺物が現在「ボタ山休暇保養地区」となっている。この途方もなく長く延びた丘陵は長年の間に集積された採掘屑でできており、1974年以後ペンツベルク風致計画建築家ヨーゼフ・プロプストの構想に基づいて緑化され、植物が植えられた。泥炭地の真ん中に積み上げられた不安定でしばしば崩落するこの山を当時の地元の人達は「ペンツベルガー・ドロミッテン」と呼んだ。こうした屑は1910年4月からはケーブルリフトで運び込まれた。このケーブルリフトが修理不能の状態になった時、1955年1月31日にアメリカ工兵隊が演習目的でこれを破壊した。その後は閉山決定まで屑はトラックで運ばれた。2006年10月にペンツベルク鉱夫教会はボタ山にケーブルリフトの記念碑を建立した。
1900年に建設された鉱山管理部の建物は1975年に解体された。鉱山管理部は最後まで鉱山を取り仕切っていた。その跡地は住宅地となった。その向かい側の現在 "EDEKA" のある場所はペンツベルクの最も古い坑口であったが1930年代にはすでに廃坑となっていた。
1980年代後半にはペンツベルク貨物駅の取り壊しが始まった。ここには最終的には快速列車の通過待ちをする待避所として使われていた。1990年代初めにはこの駅は跡形もなくなった。ここには産業地域が設けられた。今では「旧駅」と書かれた標識と昔のドイツ鉄道の駅を示すひっそりとした警告板だけがかつての駅を想起させる。
市の中心部、駅前通りとカール通りの角に1901年に建造され、歴史的原型を多く留めていた旅館「シュタルタッヒャー・ホーフ」があったのだが、2001年から2002年にかけて解体された。この建物は初め「Maffeischen Gutsverwaltung」のゲストハウスとして、後に市の中心部となる「ペンツベルガー・シュタークス」に建設された。後に1919年に設立されたカトリック婦人会の催事場となり、ナチスによる権力掌握以前にはKPDの党地方事務所として用いられた。「シュタルタッヒャー・ホーフ」を保存するという住民決議は守られなかった。ここは、現在、空き地になっている。この空き地を活用する建築のアイデア・コンテストが行われたのだが、市当局はどのコンセプトも、あるいはどのコンセプトの組み合わせも勝利することはなかった。この広場では週の市や、年に何度か中古車市が開催されている。
市議会は市内中心部の近代化を決議した。病院から市広場までの部分は完了した。第2期区画の工事は2008年春に始まったが、地下駐車場建設は住民決議により拒否されている。
2009年6月25日にカール通りにあった最後の歴史的建造物ヘック邸が取り壊された。

## 宗教

### キリスト教
カトリックおよびプロテスタントのキリスト教徒が住民の大部分を占める。カトリック信者の中心となるのは市中心部の第二次世界大戦で破壊されたバーバラ教会跡に建てられたクリストケーニヒ教会と1951年に完成したクリストケーニヒ教区センターである。シュタイゲンベルク区には1964年に完成したヴラディミールの聖母教区館と、同名の教会がある。
建築上の宝とも言うべきは、シュロスビヒルの病院近くに建つプロテスタント教区のユーゲントシュティル教会（1904年）である。
この他に、エホバの証人、新使徒派教会、セブンデイズ・アドヴァンティストの礼拝所がある。

### イスラム教
周辺地区を含め約1,000人のイスラム教徒のためにモスクが建設されて以降、ペンツベルクはカトリック優位のオーバーバイエルン地方におけるイスラム信仰の中心となっている。アウスファル通りの南東に位置するペンツベルク・モスクはボスニア出身の建築家アレン・ヤサレヴィチの設計に基づいて建設され、2005年に開館した。一体化している宗教図書館と合わせて1,600m2の広さのイスラム・フォーラムを形成している。300万ユーロの建設工事は主にシャールジャ (UAE) の首長の経済的援助に拠っている。
ベンヤミン・イドリッツ師の提言に沿って、イスラム国家主義 Islamischen Gemeinschaft Milli Görüş の援助下イスラミシェ・ゲマインデ・ペンツベルク・ペンツベルクe.V. が1993年に設立された。しかし数年後にはこの協会は支持者がなくなっていった。

## 行政

### 市長
- 1945年 - 1946年: ヨーゼフ・ラープ（アメリカからの要請による: KPD）
- 1946年 - 1972年: アントン・プランドル (SPD)
- 1972年 - 1996年: クルト・ヴェスナー (SPD)
- 1996年 - 2014年: ハンス・ムンメルト (SPD)
- 2014年 - 2020年: エルケ・ツェーントナー (SPD)
- 2020年 - : シュテファン・コルパン (CSU)[7]

### 姉妹都市
- テンペルホーフ＝シェーネベルク区（ドイツ、ベルリン）
- ランゴン（フランス、ジロンド県）
- アーレン（ドイツ、ノルトライン＝ヴェストファーレン州）

## 文化と見所

### 博物館
保護文化財である市立博物館は1837年頃に炭鉱労働者用住宅として建設されたものである。このタイプの家屋はほぼ100年間にわたりペンツベルクの外観を造り上げていた。その後1966年から、戦争により損傷した旧市街建造物の取り壊しが始まり、市は1984年にこの家屋を買い取って市立博物館に改築した。ここでは1929年当時の住居の様子を見ることができる。
ペンツベルク実科学校の裏にひっそりと鉱山博物館があり、鉱山が盛んだった頃の品々が当時を思い起こさせる。
市内全域にわたって30枚の案内板を配した歴史学習路は、今はなくなってしまった建物や、改築された建物の昔の姿や機能について学ぶことができる。

### 市内の見所
- クリストケーニヒ教会: 青騎士のメンバーであるハインリヒ・カンペンドンクが制作したステンド・グラスを2枚有している。
- 地方郵便局: ロベルト・フォアヘルツァーの初期作品
- 「はだしの小径」: 1.2kmの森と湿地の小径。体験館がある。
- 「自由の広場」:1945年4月28日の「ペンツベルクの殺戮の夜」に殺害された16人の市民を記念して1948年に設けられた。彼らはペンツベルク墓地の名誉墓地に葬られ、屋根付きの記念碑が建てられている[8]。

### 周辺地区の見所
- ベネディクトボイエルン修道院: 修道院教会とアナスタシア礼拝堂
- オスター湖群: イッフェルドルフ周辺の自然保護区と保養地

## 経済と社会資本

### 交通
ペンツベルクにはコッヒェルゼー鉄道の駅がある。この駅では1時間毎に列車が発着する。この駅に2つめの路線を引く計画がある。また立体駐車場の建設も予定されている。
ペンツベルクの市中心部はアウトバーンA95号線のペンツベルク/イッフェルドルフ・インターチェンジから約4km、ジンデルスドルフ・インターチェンジから約5kmの距離にある。市内キルンベルク区はA95号線ペンツベルク/イッフェルドルフ・インターチェンジから約1kmにある。

### 企業
ペンツベルク最大の企業はスイスの医薬品コンツェルン傘下のロシュ・ディアグノスティクスである。ペンツベルク工場では約4,500人が働いている（2008年現在）。
ヘルビガー（乗用車用クラッチ製造）とACPは自動車工業の重要な下請け会社である。
K2スポーツのヨーロッパ・センターとマーカー・スキービンディングセンターはペンツベルクに事業所を有している。

### 教育
- 基礎課程学校 3校
- 本課程学校 1校
- 養護学校 1校
- 実科学校 1校（ハインリヒ・カンペンドンク実科学校）
- ギムナジウム 1校: 自然科学・技術および語学ギムナジウム
- Rummelsberger Anstalten für Innere Mission e.V. は老人養護のための職業学校を運営している。
- 市立音楽学校
- 市民大学

## 人物

### 出身者
- ノルベルト・ライトホーファー（1956年 - ）BMWの最高責任者
- ルートヴィヒ・ケクル（1966年 - ）サッカー選手

### ゆかりの人物
- カール・ヴァルト（1916年 - ）サッカー審判員
- クラウス・ヴォルファーマン（1946年 - ）やり投げ選手、オリンピック金メダリスト。
- ヨーヒェン・シューマン（1954年 - ）ヨット選手、3つのオリンピック金メダルを獲得している。

## 引用
1. ↑  https://www.statistikdaten.bayern.de/genesis/online?operation=result&code=12411-003r&leerzeilen=false&language=de Genesis-Online-Datenbank des Bayerischen Landesamtes für Statistik Tabelle 12411-003r Fortschreibung des Bevölkerungsstandes: Gemeinden, Stichtag (Einwohnerzahlen auf Grundlage des Zensus 2011)
2. ↑  Max Mangold, ed (2005). Duden, Aussprachewörterbuch (6 ed.). Dudenverl. p. 620. ISBN 978-3-411-04066-7
3. ↑  Bayerische Landesbibliothek Online
4. ↑  qantara.de: ペンツベルクのグレーゼルネ・モスク
5. ↑  バイエルンの「ユーロイスラム」: ペンツベルクのイマム、FAZ（2007年8月27日）
6. ↑  Münchner Merkur、2007年8月3日、4日
7. ↑  “Bürgermeisterstichwahl - Kommunalwahlen 2020 in der Stadt Penzberg - Gesamtergebnis”. 2021年4月7日閲覧。
8. ↑  Gedenkstätten für die Opfer des Nationalsozialismus. Eine Dokumentation, Band 1. Bundeszentrale für politische Bildung, Bonn 1995, ISBN 3-89331-208-0, S. 182f.
9. ↑  「ノンネンヴァルトの求職者」in merkur-online.de 2008年12月24日